# Розов, Николай Николаевич
Никола́й Никола́евич Ро́зов (17 ноября 1912, Санкт-Петербург — 8 января 1993, там же) — советский и российский книговед, археограф, доктор филологических наук, заведующий отделом рукописей Государственной публичной библиотеки им. М. Е. Салтыкова-Щедрина.

## Биография
Родился в семье священника. В 1938 году поступил на классическое отделение филологического факультета ЛГУ, в 1940 году перевелся на русское отделение. С января 1941 года участвовал в работе семинара «Рукописная книга» под руководством И. П. Еремина.
Прервал учёбу с началом Великой Отечественной войны, работал монтером на Ленинградской АТС, одновременно был наблюдателем команды МПВО. С июля 1943 по октябрь 1945 года служил в Красной армии.
В апреле 1946 года экстерном сдал экзамены за курс филологического факультета и защитил дипломную работу. С июля 1946 года начал работать в отделе рукописей ГПБ, с которым была связана вся его дальнейшая трудовая биография.
В 1951 году в ЛГУ защитил диссертацию на соискание ученой степени кандидата филологических наук по теме «Из истории русской общественной мысли XV—XVI веков: („Повесть о новгородском белом клобуке“)», в 1973 году — докторскую диссертацию по филологическим наукам «Русская книга XI—XIV вв. Опыт историко—культурного исследования старейших памятников русского языка».
Написал больше 120 научных работ, более 25 лет преподавал курс русской палеографии в ЛГУ.

## Семья
Родился в священнической семье. Отец — Николай Васильевич Розов (1877—1938), митрофорный протоиерей, в 1938 г. расстрелян, в 1989 году реабилитирован, в 2000 году канонизирован Русской православной церковью как священномученик. Дядя — Константин Васильевич Розов (1874—1923), архидиакон, служитель храма Христа Спасителя и кремлёвского Успенского собора.
Жена — Наталия Александровна Чистякова, антиковед, доктор филологических наук, профессор кафедры классической филологии филологического факультета СПбГУ. Сын — Александр (р. 28 января 1948 года, Ленинград), доктор культурологии, профессор, ведущий научный сотрудник отдела русского фольклора Института русской литературы РАН.

## Основные работы
- Розов Н. Н. Русская рукописная книга: этюды и характеристики. Л., 1971.
- Розов Н. Н., Лукьяненко В. И. Об организации работы с рукописными и старопечатными книгами. Л., 1974.
- Розов Н. Н. Книга древней Руси XI—XIV вв. М., 1977.
- Розов Н. Н. Книга в России в XV веке. Л., 1981.
- Розов Н. Н. Русские мастера рукописной книги: (к 1000—летию рус. кн.). СПб., 1999.